# Michał Ksawery Sapieha (1930–2013)
Michał Ksawery Sapieha (ur. 1 maja 1930 w Bobrku, zm. 11 lipca 2013 w Brukseli) – obywatel Belgii, zaangażowany działacz polonijny, myśliwy. Syn Adama Zygmunta, brat Róży Marii.
Był ostatnim właścicielem zamku w Krasiczynie. Po zakończeniu II wojny światowej zamieszkał za granicą, a pod koniec życia osiadł w Belgii. W 1998 przekazał w darze Zamkowi Królewskiemu na Wawelu pięć cennych obiektów pochodzących z odzyskanych zbiorów krasiczyńskich, w tym pamiątki po Tadeuszu Kościuszce, głownię szabli Kara Mustafy zdobytą przez Jana III Sobieskiego w bitwie pod Wiedniem oraz portret Izabelli Wazówny, siostry Zygmunta III Wazy.
Otrzymał tytuł Honorowego Obywatela Chełmka i został odznaczony Krzyżem Komandorskim Orderu Zasługi RP (2001). Uczestniczył w wydarzeniach związanych ze spuścizną rodu Sapiehów, w tym w rekonstrukcji zamku w Krasiczynie oraz ekspozycji odzyskanych dóbr rodowych zdeponowanych na Wawelu i na zamku w Pieskowej Skale. 
Odwiedzał Polskę w okresie PRL, na przełomie maja i czerwca 1974 był uczestnikiem polowań dewizowych zorganizowanych przez Koło Łowieckie „Sokół” w Sokołowie Małopolskim jako turysta z Belgii zakwaterowany w nadleśnictwie w Turzy.